# Регионален исторически музей (Добрич)
Вижте пояснителната страница за други значения на Регионален исторически музей.
Регионалният исторически музей в град Добрич, България.

## Местоположение
Музеят се намира в централната част на град Добрич, улица „Д-р Константин Стоилов“ 18.

## История
Създаден през 1953 г., музеят събира, изучава, съхранява и представя културно-историческото наследство на Добруджа. С богатите си колекции (от VІ хил. пр. Хр. до най-ново време), изследвания, оригинални експозиции, образователни програми и специални мероприятия той провокира хората да опознаят, осмислят и оценят историческото минало.

## Отдели
- Археология
- Етнография
- България през XV-XIX век
- Нова история на България

## Обекти
- Архитектурно-Етнографски музей на открито „Старият Добрич“
- Етнографска къща
- Къщата музей „Йордан Йовков“
- Дом паметник „Йордан Йовков“
- Зала „Възраждане“
- Нова и най-нова история
- Военно гробище музей
- Природонаучен музей